# Marginellona
Marginellona is een geslacht van weekdieren uit de klasse van de Gastropoda (slakken).

## Soort
- Marginellona gigas (Martens, 1904)